# Christina Puls
Christina Puls (* 1. Dezember 1973), Spitzname Tina, ist eine ehemalige deutsche Fußballspielerin.

## Karriere
Christina Puls wechselte 1990 als 16-Jährige vor Beginn der ersten Saison der Frauen-Bundesliga von der DJK Fortuna Dilkrath zum KBC Duisburg. Später kehrte sie nach Dilkrath zurück, wo sie bis zum Ende der Regionalliga-West-Saison 1994/95 verblieb, ehe sie zur Saison 1995/96 erneut nach Duisburg zum FC Rumeln-Kaldenhausen in die seinerzeit noch zweigleisige Bundesliga wechselte. Mit ihrem Verein schloss sie die Gruppe Nord als Drittplatzierte ab; im Wettbewerb um den DFB-Pokal 1995/96 verlor sie mit dem Team das Halbfinale beim FSV Frankfurt mit 0:2. In der Saison 1996/97 verlor Puls mit dem FC Rumeln das Finale um die Deutsche Meisterschaft gegen Grün-Weiß Brauweiler im Elfmeterschießen. Die Saison 1997/98 wurde als Drittplatzierter in der nunmehr eingleisigen Bundesliga beendet und der DFB-Pokal gewonnen, nunmehr unter dem geänderten Vereinsnamen FCR Duisburg. In der Folgesaison 1998/99 wurde Puls mit ihrer Mannschaft Vizemeister und verlor das Finale um den DFB-Pokal.
In der Saison 1999/2000 kam Puls in elf Bundesligaspielen für die Frauenfußballabteilung von Grün-Weiß Brauweiler zum Einsatz; im Pokalwettbewerb unterlag ihr Verein im Halbfinale. In ihren letzten drei Saisons bestritt sie 28 Bundesligaspiele für den seit 1. Juli 2000 nunmehr eigenständigen FFC Brauweiler Pulheim, mit dem sie 2001 als Viertplatzierter und 2003 als Pokal-Halbfinalist das beste Ergebnis erzielte.

## Erfolge
FC Rumeln-Kaldenhausen
- Deutsche Vizemeisterin 1997

FCR Duisburg
- DFB-Pokal: Siegerin 1998, Finalistin 1999